# Abdulaziz Ali
Abdulaziz Ali (5 giugno 1980) è un ex calciatore qatariota, di ruolo portiere.

## Carriera

### Club
Ha sempre giocato nel campionato qatariota, che ha vinto 5 volte.

### Nazionale
Con la maglia della nazionale ha partecipato alla Coppa d'Asia 2004.